# Mi Note 10 Lite
Mi Note 10 LiteはXiaomiが開発し、2020年6月2日に発表、同月9日に発売したAndroid搭載スマートフォンである。

## 概要
Xiaomiは2020年6月2日に行われたTwitterのライブ配信で、「Mi Note 10」「Mi Note 10 Pro」の後継機にあたる、「Mi Note 10 Lite」を「Redmi Note 9S」と同時に日本市場に投入することを発表し、同月6月9日に発売した。
価格は64GBストレージモデルが税込39,800円、128GBストレージモデルが44,800円となっている。
OSは、Android 10をベースにしたMIUI 11が初期搭載された。
画面は6.47インチの3D曲面アクティブマトリクス式有機ELディスプレイ（3D curved AMOLED Display）を採用し、本体面積に占める画面占有率は91.4％となる。
本体の両面・背面の素材には、Corning製の「Gorilla Glass 5」を用いており、さらにナノコーティングで保護している。
また、画面内に指紋認証センサーを内蔵している。
背面カメラは6400万画素のメインカメラ、800万画素の超広角カメラ、500万画素の深度センサー、200万画素のマクロカメラで構成される、AIクアッドカメラが搭載され、4K30fpsの動画撮影が可能なほか、720Pで最大960fpsのスーパースロー撮影が可能になっている。
このうち、メインカメラには、SONYのIMX686 イメージセンサーが採用されている。
前面カメラには、1080P30fpsの撮影が可能な1600万画素のセルフィーカメラが搭載されている。
USB Type-Cを充電・通信ポートに採用するほか、ハイレゾ対応の3.5mmイヤホンジャック、Google Pay対応のNFCや赤外線通信機能を備えている。
バッテリー容量は5,260mAhの大容量バッテリーが搭載されており、最大30Wの急速充電に対応している。
無線通信は、モバイルデータ通信において、デュアルSIMデュアルVoLTE(DSDV)に対応し、このほかWi-Fi 5とBluetooth 5.0に対応する。
SIMカードのサイズは、nano-SIMである。

## デザイン

### カラーバリエーション
カラーはミッドナイトブラック、グレイシャーホワイト、ネブラパープルの3色を展開している。
| カラー | カラーネーム         |
| ------ | -------------------- |
|        | ミッドナイトブラック |
|        | グレイシャーホワイト |
|        | ネビュラパープル     |

## 技術仕様

### 本体
- 高さ：157.8 mm
- 幅：74.2 mm
- 厚さ：9.67 mm
- 重量：204 g

### 無線通信

#### SIM
- デュアルSIM（nano-SIM）対応〔eSIM非対応〕
- デュアルSIMデュアルVoLTE（DSDV）対応

#### 対応周波数
- 2G（GSM）：2/3/5/8
- 3G（W-CDMA）：1/2/4/5/6/8/19
- 4G LTE（FDD）：1/2/3/4/5/7/8/18/19/20/26/28
- 4G LTE（TDD）：38/40/41（2535〜2655MHz）

4G対応周波数において、日本の通信事業者大手4キャリア（docomo, au, SoftBank, 楽天モバイル）の主要バンド（Band1/3/8/18/19/26）はすべてカバーしている。

#### Wi-Fi / 近距離無線通信
- Wi-Fi 5（IEEE802.11a/b/g/n/ac）2.4GHz/5GHz
- Bluetooth 5.0
- オーディオコーデック（AAC, LDAC, aptX, aptX-HD, aptX-Adaptive）

- 多機能NFC（Google Pay 対応）

#### 測位システム
- GPS：L1 | Galileo：E1 | GLONASS：G1 | BeiDou：B1
- A-GPS 補助側位 | 電子コンパス | 無線ネットワーク | データネットワーク

### メディア

#### オーディオ
- 1216 サイズ Xmax 0.5 mm ウルトラリニア振幅スピーカー
- Smart PA 超高電圧大音量
- 1.0 cc の音響空洞設計
- 3.5 mm イヤホンジャック | Hi-Fi 音質 | ハイレゾオーディオ認証

#### マルチメディア再生
Dual frequency GPS（MP4, M4V, MKV, XVID, WAV, AAC, MP3, AMR, FLAC, APE）

#### ビデオ再生
次世代ビデオエンコードテクノロジー対応（HEVC, H.264, MPEG4, VC-1, VP8, VP9）

#### センサー
振動モーター, 赤外線ブラスタ, 画面内環境光センサー, 加速度計, ジャイロスコープ, 電子コンパス

#### 同梱物
電源アダプター, 保護ケース, USB Type-C ケーブル, SIM カード取り出しツール, ユーザーガイド（保証書）